# Aleksander Gabryś

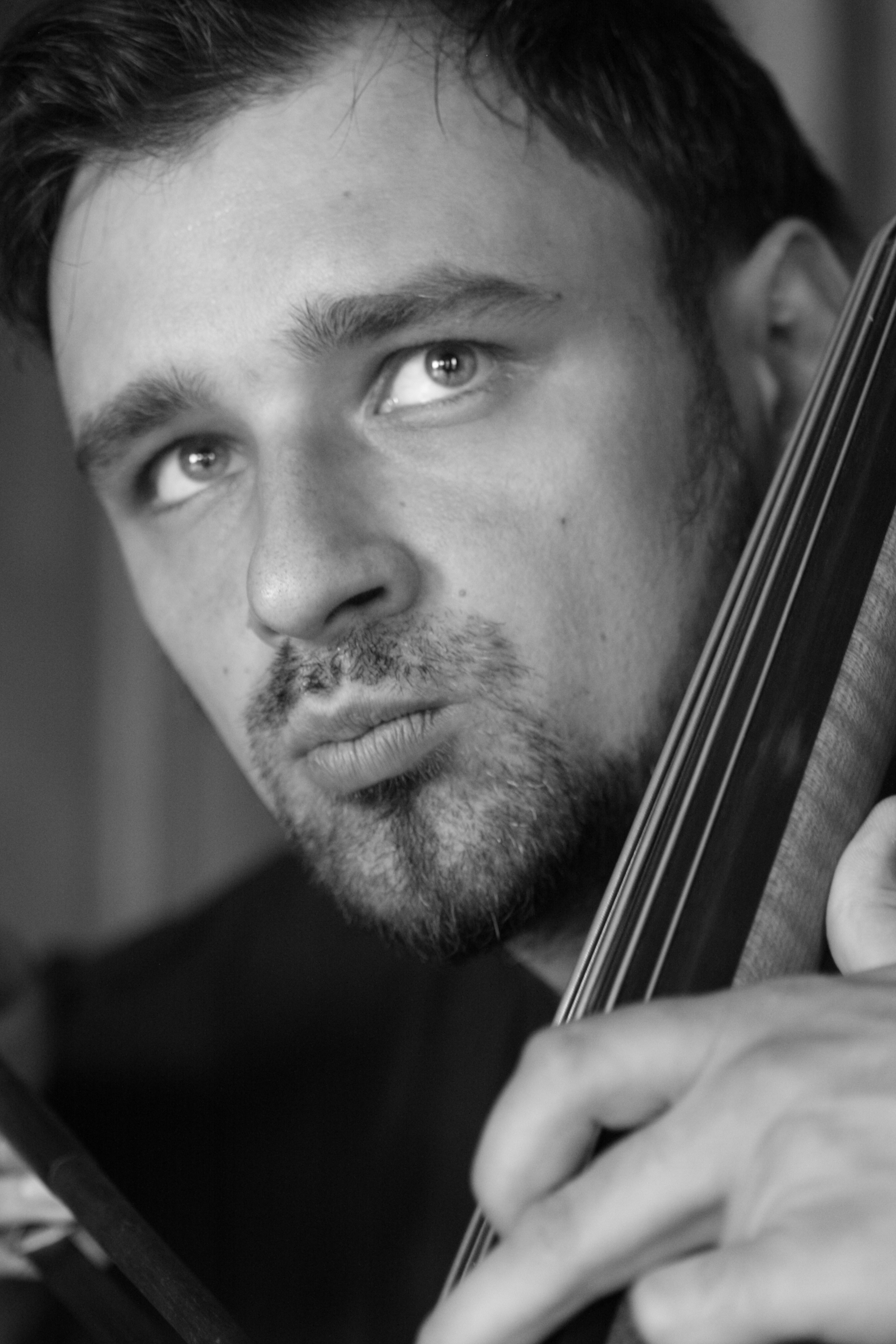
Aleksander Gabryś (2009)

Aleksander Gabryś (* 22. Oktober 1974 in Siemianowice Śląskie, Polen) ist ein polnischer Komponist und Kontrabassist.

## Leben
Gabryś absolvierte die Musikakademie Kattowitz (1998) und die Musik-Akademie der Stadt Basel (2002), jeweils mit Auszeichnung. Er nahm an verschiedenen Meisterkursen für Kontrabass und Komposition in Polen und im Ausland teil. Er studierte bei Waldemar Tamowski, Ovidiu Bădilă, und Wolfgang Güttler. Als Komponist belegte er Kurse bei Thomas Kessler und Hanspeter Kyburz in Basel. Bevor er in die Schweiz kam, studierte er bei seinem Vater Ryszard Gabryś und konsultierte Witold Szalonek und Tadeusz Moryto.
Aleksander Garbyś war Stipendiat der Ernst-von-Siemens-Musikstiftung und der Gesellschaft der Freunde des Warschauer Herbsts. Bei diesem Festival hatte er sein Debüt mit der theatralischen Komposition Deus Irae (2002), die gemeinsam mit dem Bukarester Trio Pro Contemporania spielte. Er tritt regelmäßig als Solist und Kammermusiker (Ensemble Phoenix Basel, Klangforum Wien, Ensemble Modern, Collegium Novum Zürich unter anderem) auf und interpretiert dabei auch seine eigenen Stücke, wie Nano bei den 16. Internationalen Komponistentagen in Krakau, Jekyll/Hyde bei dem Ersten Welt-Kontrabass-Festival in Wrocław und bei dem Zyklus Musica Experimento in Rom, weiterhin Don Quixote readymade und Kapitel VII, welches in einer Triobesetzung in Basel, Bern, Zürich und Visp aufgeführt wurde. Seine Komposition If it’s Truths interpretierte er gemeinsam mit dem Schlesischen Streichquartett bei dem Festival der Uraufführungen, organisiert durch das Nationale Symphonieorchester des Polnischen Rundfunks in Kattowitz.
Sein künstlerisches Werk beinhaltet vor allem Kammermusik und Kontrabassstücke sowie Computermusik der Neo-Expressionistischen Avantgarde. Die Tendenz zu para-theatralische Formen zeigt sich bereits in seinen ersten Partituren (Voak gefeustich, 1992) und setzt sich in der Benutzung von Regieanweisungen fort, so unter anderem bei dem Solo-Werk Pax, Freunde, Pax für Trompete (2008) oder elUle (2010) für Horn, Violine und Stimmen.
Gabryś erzeugt Klanglandschaften am Computer: Eco-Ethno-Polish-Mountains-Spheroid, basierend auf Musikaufnahmen der Beskiden-Region – das Stück lieferte die musikalische Partitur für den Animationsfilm Chowańszczyzna (2009) von Ewa Słowik-Grabowska – oder L`ultima volta con de-cadenza, aufgeführt und prämiert (2000) durch das Institut international de musique électroacoustique de Bourges.
Im Jahr 2009 komponierte hat Aleksander Gabryś Musik für die künstlerische Para-Dokumentation Avunculus von Alicja Żebrowska über die Bergarbeiter des Wujek-Kohlebergwerkes, die 1981 vom kommunistischen Regime getötet wurden, sowie für die photographischen Impressionen des nächtlichen Kattowitz des französischen Photographen und Regisseurs Carl Cordonnier.
2009 zeichnete ihn das Polnische Ministerium für Kultur und Nationales Erbe für seine künstlerischen Leistungen mit dem Stipendium „Junges Polen“ aus, das ihm die Herausgabe der Solo-Doppel-CD Bassolo (2011) auf dem Label DUX ermöglichte.

## Erfolge bei Wettbewerben
- Concours International de Musique Electroacoustique in Bourges
- Tadeusz-Baird-Wettbewerb in Warschau
- Andrzej-Panufnik-Wettbewerbs in Krakau
- Patri-Patriae-Wettbewerb in Katowice (1. Preis)
- Adam-Bronisław-Ciechański-Wettbewerb in Posen
- Internationaler Krzysztof-Penderecki-Wettbewerbs für Kammermusik in Krakau

## Werke (Auswahl)
- Bestiarium (2012) für Violine und Horn
- Kadenz zum ersten Satz des Hornkonzerts von W.A. Mozart KV 447 (2009)
- Glorietta (2007) für Solistenchor und Tonband – Gemeinschaftskomposition mit Ryszard Gabryś
- Bas-El (2006) für Tonband
- Da ich ein Knabe war (2004) für Sopran, Horn, Klarinette, Violine, Violoncello und Klavier, nach dem gleichnamigen Gedicht Friedrich Hölderlins
- Aleksandrietta (2004) für Kontrabass solo
- Deus Irae (2002) für Ensemble, Tonband und Licht
- Folklorietta (2001) Musik vom Tonband
- L’Ultima volta con de-cadenza (2000) für Tonband, Auftragswerk des Festivals „Synthèse 2000“, Frankreich
- Eco-Ethno-Polish-Mountains-Spheroid (1998) nach schlesisch-beskidischen Folkloreaufnahmen, Computermusik
- Abraxas (1998) für Streicher und Tonband
- Printemps Mandale (1997) für Tonband, zu eigenen Versen in der Aufnahme des Autors
- Quadrofonietta (1996) für Streichinstrument, Stereotonband und Computer
- Święty Boże (1993) für Sopran, Klaviersaiten, Tonband und Licht
- Lux in Tenebris (1992) für Tonband
- Voak gefeustich (1992) Musiktheatralische Aktion für fünf Performer
- Miniaturen (1990) für Kontrabass und Computerklang